# Alsókálinfalva
Alsókálinfalva (ukránul: Калини) település Ukrajnában, Kárpátalján, a Técsői járásban.

## Fekvése
Técsőtől északkeletre, a Tarac folyó mellett, Gánya és Dombó közt fekvő település.

## Története
Alsókálinfalva nevét 1569-ben említette először oklevél.
A falu a Dolhai család birtokai közé tartozott. A birtok a Dolhaiak leányágával a Kornis családra szállt. Lakói ruszin jobbágyok voltak. 1600-ban Bernáth László, Farkas György, Kornis György, Vér Miklós és Rosályi Kún Péter özvegyének birtoka volt.
1910-ben 2 039 lakosából 6 magyar, 445 német, 1 588 ruszin volt. Ebből 1 600 görögkatolikus, 439 izraelita volt. A trianoni békeszerződés előtt Máramaros vármegye Taracvizi járásához tartozott.